# Myélophtisie
La myélophtisie est un syndrome causé par le développement, au sein de la moelle osseuse, d'un tissu anormal qui par sa prolifération étouffe les structures hématopoïétiques.
Il est décrit aussi bien en pathologie humaine qu'animale. Le plus souvent le tissu anormal qui se développe dans la moelle osseuse est d'origine cancéreuse. La prolifération clonale des cellules malignes, accompagnée ou non d'un défaut de maturation, est à l'origine d'un envahissement progressif de la moelle osseuse et d'un étouffement (myélophtisie) des lignées hématopoïétiques normales,.
Ce syndrome s'exprime d'abord par une forme d'anémie connue sous le nom d'anémie myélophtisique, qui prend l'aspect d'une anémie normocytaire normochrome qui se produit lorsque l'espace médullaire normal est infiltré et remplacé par des cellules non hématopoïétiques ou anormales. La diminution du tissu hématopoïétique fonctionnel en raison de l'infiltration de la moelle osseuse est donc la principale cause de l'anémie.
La myélophtisie est constitutive de nombreux syndromes synonymes : métaplasie myéloïde, myélofibrose idiopathique chronique, anémie par envahissement médullaire, myélofibrose primitive, anémie leucoérythroblastique, anémie ostéosclérotique, myélofibrose avec métaplasie myéloïde, métaplasie myéloïde agnogénique. Elle est partie de la splénomégalie myéloïde et peut être une complication de la Maladie de Vaquez.